# Le Grand-Madieu
Le Grand-Madieu is een gemeente in het Franse departement Charente (regio Nouvelle-Aquitaine) en telt 169 inwoners (2005). De plaats maakt deel uit van het arrondissement Confolens.

## Geografie
De oppervlakte van Le Grand-Madieu bedraagt 8,5 km², de bevolkingsdichtheid is 19,9 inwoners per km².
De onderstaande kaart toont de ligging van Le Grand-Madieu met de belangrijkste infrastructuur en aangrenzende gemeenten.

## Demografie
Onderstaande figuur toont het verloop van het inwonertal (bron: INSEE-tellingen).